# Inés Martínez de Castro
Inés Guadalupe Martínez de Castro Navarrete (nacida en Sonora en 1954) es una escritora y poeta mexicana. Ha sido ganadora de los Juegos Florales de El Bajío (1984) por su poemario Los días suprimidos. También tiene una trayectoria como promotora cultural y activista por los derechos de las mujeres.

## Trayectoria
Estudió la licenciatura de Letras Hispánicas en la Universidad de Sonora, publicó su primer libro de poemas Habitación sin Muros en 1983, posteriormente participó en lecturas y recitales en diversos estados de la República Mexicana, así como en eventos en el extranjero, ha ejercido la docencia por más de dos décadas en las áreas de la Literatura y Artes, fue Coordinadora de Difusión Cultural de El Colegio de Sonora, cargo que desempeñó de1992 a 2021. Cursó el Diplomado de Políticas Públicas con perspectiva de Género en la Facultad Latinoamericana de Ciencias Sociales.  Ha participado en proyectos editoriales. 

## Activista
Cofundadora de Género, Medio Ambiente y Salud, I.A.P. [GEMAS] y Comunicadoras de Sonora A.C. Como miembro fundadora de GEMAS I.A.P. ha impulsado la realización de encuentros de mujeres organizadas para la formación de redes para la promoción y difusión de los derechos humanos de las mujeres, además de proyectos de desarrollo a grupos de mujeres en comunidad de base (Colonia Arco Iris de Hermosillo). Como activista feminista, ha ofrecido conferencias, talleres y charlas, presentado libros y ponencias de temas relacionados con las mujeres, su situación y sus derechos, y especialmente sobre violencia de género. Ha trabajado con talleres para mujeres con trastornos de la conducta alimentaria.

## Obra

### Poesía
- Habitación sin muros (1983)[8]
- Los días suprimidos (1990)

### Libros colectivos
- Cuarto Encuentro Nacional de Jóvenes Escritores
- Tercer Encuentro de Poesía Joven de la Frontera
- Encuentro de Literatura de las Fronteras
- Primer Encuentro de Poetas y Narradores Jóvenes de la Frontera Norte
- Encuentro Internacional de Literatura de la Frontera
- Inventario de Voces
- Visión Retrospectiva de la Literatura Sonorense
- Un Siglo de Literatura
- A Sol Pleno
- Antología poética de Sonora y Arizona (video poemas)
- Los cantos de Minerva (1994)

### Editora y compiladora
- Mujer: Trabajo, salud y conflictos sociales en Sonora (1993)
- Mujer: Salud y Sexualidad, Cultura y Participación Social (1994)
- Madres e Hijas, Hijas y Madres (1994)
- Imagen y Realidad de la Mujer (1995)
- Género y Violencia (1995)

### Otros
- Lluvia de sueños (Disco, Vol. 3)[9]

## Premios
- Ganadora de los Juegos Florales de El Bajío (Guanajuato, 1984).
- Ganadora del Primer Concurso de Poetas Sonorenses (1985)